# John de Lancie
John Sherwood de Lancie, Jr., född 20 mars 1948 i Philadelphia, Pennsylvania, är en amerikansk skådespelare. Han är känd för sin återkommande roll som Q i flera av Star Trek-serierna och som Frank Simmons i Stargate SG-1. de Lancie är gift med skådespelerskan och sångerskan Marnie Mosiman och de har två söner tillsammans Keegan och Owen. de Lancie gör även rösten till Discord i My Little Pony: Vänskap är magisk.

## Skådespelarkarriär

### TV
de Lancie har framträtt i ett flertal TV-produktioner, bland andra Spanarna på Hill Street, Vita huset, Sports Night, Judging Amy, The Closer, Legend, Farligt uppdrag, Lagens änglar, Småstadsliv, Civil Wars, Advokaterna, Förhäxad, Battlestar Galactica, Emergency!, Touched by an Angel och Breaking Bad. Från 1982 till 1986 spelade han karaktären Eugene Bradford i NBC:s såpopera Våra bästa år. Han sågs också i ett avsnitt av första säsongen av MacGyver, "The Escape", samt ett gästframträdande i ett avsnitt av Brottskod: Försvunnen.
de Lancie spelade en roll i Star Trek-författaren Michael Pillers kortlivade produktion Legend som den konstige forskaren Janos Bartok. Han hade även en återkommande roll som NID-översten Frank Simmons i Stargate SG-1.
Han har medverkat som Beka Valentines farbror Sid i Gene Roddenberrys Andromeda, som forskaren Al Kiefer i Vita huset, samt som en åldring i Förhäxad. Han lånade även ut sin röst till karaktären Sinestro i avsnittet "The Green Loontern" i TV-serien Duck Dodgers, och till William Miles i videospelet Assassin's Creed: Revelations.
de Lancie gör även rösten till Discord i My Little Pony: Vänskap är magisk.

#### Star Trek
de Lancie är mest känd för gästrollen, i det första och sista avsnittet av Star Trek: The Next Generation, som ikonen och den allsmäktige "Q". Tillsammans med Jonathan Frakes, Marina Sirtis, Armin Shimerman, Michael Ansara och Richard Poe är han en av endast sex skådespelare att spela samma karaktär i tre olika Star Trek-serier. Han spelade Q i Star Trek: The Next Generation, Star Trek: Deep Space Nine (säsong 1, avsnitt 7) och Star Trek: Voyager. Hans son, Keegan de Lancie, medverkade tillsammans med sin far som Q:s son i Star Trek: Voyagers avsnitt, "Q2" och hans andra son, Owen de Lancie, medverkade i "Star Trek World Tour" (1998).